# خرمنان
خرمنان هي قرية في مقاطعة تيران وكرون، إيران. عدد سكان هذه القرية هو 1,674 في سنة 2006.